# Liste der Baudenkmale in Schwarzheide
In der Liste der Baudenkmale in Schwarzheide sind alle Baudenkmale der brandenburgischen Stadt Schwarzheide und ihrer Ortsteile aufgelistet. Grundlage ist die Veröffentlichung der Landesdenkmalliste mit dem Stand vom 31. Dezember 2020.

## Baudenkmale
In den Spalten befinden sich folgende Informationen:
- ID-Nr.: Die Nummer wird vom Brandenburgischen Landesamt für Denkmalpflege vergeben. Ein Link hinter der Nummer führt zum Eintrag über das Denkmal in der Denkmaldatenbank. In dieser Spalte kann sich zusätzlich das Wort Wikidata befinden, der entsprechende Link führt zu Angaben zu diesem Denkmal bei Wikidata.
- Lage: die Adresse des Denkmales und die geographischen Koordinaten. Link zu einem Kartenansichtstool, um Koordinaten zu setzen. In der Kartenansicht sind Denkmale ohne Koordinaten mit einem roten beziehungsweise orangen Marker dargestellt und können in der Karte gesetzt werden. Denkmale ohne Bild sind mit einem blauen bzw. roten Marker gekennzeichnet, Denkmale mit Bild mit einem grünen beziehungsweise orangen Marker.
- Bezeichnung: Bezeichnung in den offiziellen Listen des Brandenburgischen Landesamtes für Denkmalpflege. Ein Link hinter der Bezeichnung führt zum Wikipedia-Artikel über das Denkmal.
- Beschreibung: die Beschreibung des Denkmales
- Bild: ein Bild des Denkmales und gegebenenfalls einen Link zu weiteren Fotos des Baudenkmals im Medienarchiv Wikimedia Commons

### Schwarzheide
| ID-Nr.            | Lage                                | Bezeichnung                                                            | Beschreibung | Bild                                           |
| ----------------- | ----------------------------------- | ---------------------------------------------------------------------- | --- | ---------------------------------------------- |
| 09120008 Wikidata | (Lage)                              | Brunnenanlage (von Hermann Blumenthal), in der „Bereitschaftssiedlung“ | Datiert wird das Kunstwerk auf das Jahr 1936. Die Brunnenanlage stammt von Hermann Blumenthal. Sie befindet sich in der Schipkauer Straße (vor dem Besucherzentrum der BASF Schwarzheide). | weitere Bilder                                 |
| 09120162 Wikidata | (Lage)                              | Lutherdenkmal, am Dorfanger                                            | Das Denkmal ist an der Ostwand der Schwarzheider Lutherkirche zu finden. Auf einem Findling befinden sich eine Plakette mit dem Bildnis des Reformators und auf anderen seine Lebensdaten sowie das Datum der Einweihung. Das Denkmal befindet sich in der Mückenberger Straße (an der Lutherkirche). | weitere Bilder                                 |
| 09120232 Wikidata | Dorfaue, Mückenberger Straße (Lage) | Kirche                                                                 | Die evangelische Kirche stammt aus dem Jahre 1755. | weitere Bilder                                 |
| 09120400 Wikidata | Otto-Nuschke-Straße 2 (Lage)        | Katholische Heilig-Kreuz-Kirche                                        | Die einschiffige Heilig-Kreuz-Kirche entstand in den Jahren 1953 und 1954 nach einem Entwurf von Johannes Reuter. | weitere Bilder                                 |
| 09120333 Wikidata | Otto-Nuschke-Straße 5 (Lage)        | Christus-Kirche                                                        | Der massive Putzbau mit Satteldach entstand in den Jahren 1951 bis 1953. | weitere Bilder                                 |
| 09120860 Wikidata | Ruhlander Straße (Lage)             | Gedenkstein für Hugo Wolfram, auf dem Friedhof                         | | Gedenkstein für Hugo Wolfram, auf dem Friedhof |
| 09120626 Wikidata | Wasserturmstraße (Lage)             | Wasserturm                                                             | Die Entstehung des massiven Ziegelbaus wird auf das Jahr 1939 datiert. | weitere Bilder                                 |